# Amomum siamense
Amomum siamense là một loài thực vật có hoa trong họ Gừng. Loài này được William Grant Craib mô tả khoa học đầu tiên năm 1912.

## Phân bố
Loài này có thể được tìm thấy ở Doi Sootep, Chiang Mai, miền bắc Thái Lan. Môi trường sống là rừng rậm thường xanh, ở cao độ 1.200-1.650 m (3.940-5.410 ft).